# Metamaucum

Karte der Lagune von Venedig, entstanden in den Jahren vor 1886, veröffentlicht 1893 mit späteren Korrekturen bis 1901

Metamaucum, gelegentlich auch Methamaucum, war eine Stadt am Ostrand des Lido, der die Lagune von Venedig von der Adria abtrennt. Die Stadt, deren genaue Lage nicht gesichert ist, entstand in römischer Zeit und wurde im frühen 12. Jahrhundert nach einer Naturkatastrophe aufgegeben.
Bis 742 residierte der Doge in Heracleia, dann zwischen 742 und etwa 810 war Metamaucum Sitz des Dogen und damit Hauptstadt der Lagune, bevor sie von dem heutigen historischen Zentrum Venedigs auf Dauer abgelöst wurde. In innervenezianischen Kämpfen wurde die Stadt 829 niedergebrannt, nachdem sie gut zwei Jahrzehnte zuvor von einem der Söhne Karls des Großen, nämlich Pippin, schwer in Mitleidenschaft gezogen worden war. Seit 540 bestand wohl ein Bistum, doch der erste namentlich bekannte Bischof erscheint erst 876 in den Quellen. Kurz vor 900 wurde die Stadt von Ungarn, die nach Italien eingefallen waren, abermals zerstört. Anfang des 12. Jahrhunderts vernichtete schließlich eine Springflut die Stadt. Die überlebenden Bewohner wurden im heutigen Malamocco angesiedelt, und damit auf der Seite der Insel, die der Adria ab- und der Lagune zugewandt ist, das Bistum wurde nach Chioggia an den Südrand der Lagune verlegt.

## Antike

Skizze der heutigen Flussläufe

Spätestens in römischer Zeit entstand Metamaucum, das über den Medoacus Maior, den später Brenta genannten Fluss, mit Patavium (Padua) verbunden war. Von der römischen Flussbezeichnung Medoakos wurde der Name der Stadt abgeleitet.
Dabei lag die Küste bis zum 9./6. Jahrhundert v. Chr. weiter westlich, innerhalb der heutigen Lagune, und erst Veränderungen der Strömungsverhältnisse, wohl des Po und dann der Etsch, bewirkten, dass der Lido, die Sandbänke, weiter ostwärts verlagert wurde, dorthin, wo er sich noch heute befindet. Auch der Brenta hatte an dieser Entwicklung wohl Anteil, denn durch diesen Fluss dürfte in der Eisenzeit bereits der Durchbruch durch die Sandbänke in die Adria entstanden sein, nämlich als temporäre Flussmündung.
Dabei lagen diese Sandbänke noch weiter westlich. Möglicherweise gehörte die Insel Ottagono Abbandonato zu dieser Zeit zum Ostrand der Lagune, ausgestattet mit einer Siedlung und einem Hafen. Sie liegt heute etwa 850 m westlich des Westrandes des Lido. Ernesto Canal konnte dort zahlreiche Keramikstücke, Glas- und Metallarbeiten, Überreste von Mosaiken nachweisen. Umfangreiche bauliche Strukturen, die heute unter Wasser liegen, erwiesen sich als Überreste eines Hafens, von Lagerhäusern usw. Dieser Hafen lässt sich möglicherweise mit dem von Strabon genannten identifizieren. Ein weiterer Bericht, nämlich der des Titus Livius über den Kriegszug des Agiaden Kleonymos im Jahr 302 v. Chr., belegt gleichfalls einen Hafen, der in Verbindung mit Patavium stand. Dessen Einwohner fügten dem Spartaner eine schwere Niederlage zu. Er hatte wegen der flachen Gewässer einen großen Teil seiner Flotte in der Adria zurücklassen müssen.
Die fossa Clodia, die im Süden der Lagune bis Chioggia reichte, und die Booten die Vorbeifahrt an Pellestrina, Poveglia und Metamaucum gestattete, ließ den Verkehr von Ravenna entlang dieser Wasserwege über San Pietro di Castello, Murano, San Giacomo in Paludo und Torcello bis nach Altinum zu. Die Wasserwege wurden ab dem 3. Jahrhundert immer wichtiger, als das System der Römerstraßen, und damit des Landtransports, zu verfallen begann.

## Bischofssitz (540), Residenz des Bischofs von Padua (um 641–656)

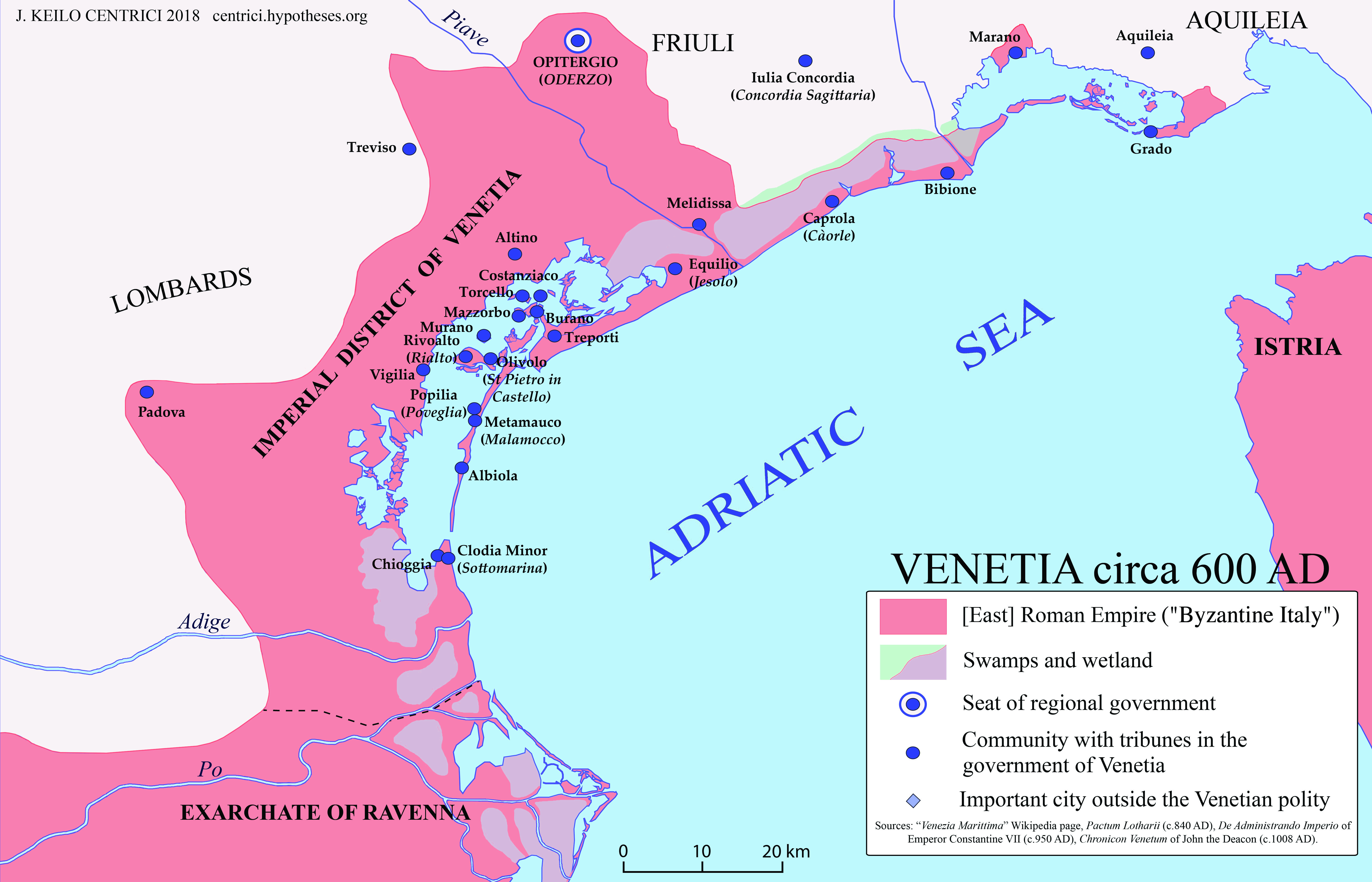
Byzantinische Gebiete im Osten Oberitaliens um 600

Während über die Antike fast nur archäologische Untersuchungen möglich sind, setzt um 1000, also kurz vor dem Untergang Metamaucums, mit der Istoria Veneticorum des Johannes Diaconus die schriftliche Überlieferung ein. So schreibt der Verfasser, der die zwölf Inseln Venedigs aufführt, zu Metamaucum: „Nona insula Metamaucus dicitur, que non indiget aliqua urbium munitione, sed pulchro litore pene ex omni parti cingitur, ubi auctoritate apostolica episcopalem sedem populi habere consecuti sunt.“
Die Stadt war tatsächlich ab 540 Sitz eines vom Papst eingesetzten Bischofs. Kirchliches Oberhaupt der Stadt war der Patriarch von Grado, politisch unterstand sie, wie der gesamte Dukat Venedig, dem oströmisch-byzantinischen Kaiserreich.
Um dem Druck der Langobarden auszuweichen, die seit 568 Zug um Zug Oberitalien eroberten, floh Bischof Tricidius von Padua um 641/642 nach Metamaucum, eine Stadt, die tribunizische Familien aus Padua beherrschten. Dort lebend, blieb er dennoch bis zu seinem Tod um 646/647 im Bischofsamt. Sein Nachfolger – ebenfalls zunächst mit Aufenthalt in Metamaucum – war Bergualdo, ein „Oltramontano“, also einer von jenseits der Alpen, wie ihn 1786 der seinerzeitige Bischof von Padua bezeichnet. Dieser sei bald nach Padua zurückgegangen, habe sich allerdings geweigert, neben sich in der langobardischen Stadt einen arianischen Bischof zu dulden, und so sei er wieder nach Metamaucum gegangen. Erst 656 sei er, so behauptet jedenfalls das Dizionario di erudizione storico-ecclesiastica von 1851, auf den Bischofsstuhl in Padua zurückgekehrt.

## Hauptstadt der Lagune (742 bis etwa 810), Zerstörung (810), Bischof Felix I.

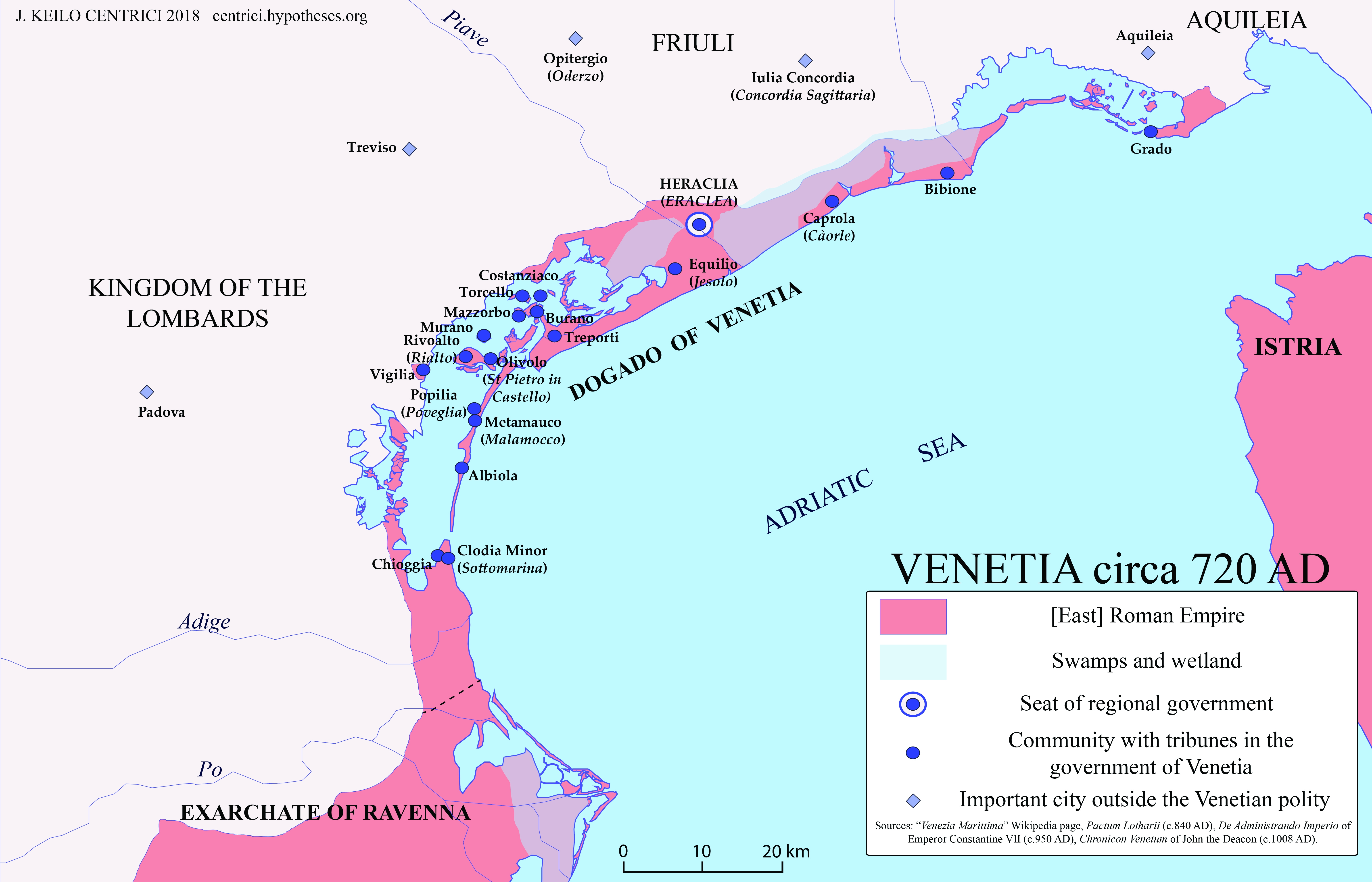
Byzantinisch-venezianischer Machtbereich um 720

Die Stadt erlangte höchste politische Bedeutung, als sie im 8. Jahrhundert für sieben Jahrzehnte zur Hauptstadt der Lagune wurde, und damit Eraclea ablöste, wie es in der Literatur fälschlich heißt – es handelte sich in Wirklichkeit um Heracleia, dessen Name vom heutigen Eraclea, dem seinerzeitigen Grisolera, erst 1950 übernommen wurde.
Der Tradition zufolge wurde im Jahr 742 der Herrschaftssitz unter dem Dogen Deusdedit (Diodato Ipato) von Heraclea nach Metamaucum verlegt. Dieser regierte von etwa 742 bis 755 als Doge. Sein Vater Ursus (Orso Ipato), nach heutigem Forschungsstand wohl der erste Doge, hatte in Heracleia residiert. Er war, wie eine ganze Reihe seiner Amtskollegen, 737 ermordet worden.
Fünf Jahre lang regierten danach, jeweils für ein Jahr, Magistri militum, doch 742 wurde Deusdedit zum Dogen erhoben. Vermutlich bestand ein Zusammenhang zum Bilderstreit, der in Konstantinopel von Kaiser Leo III. ausgelöst worden war, und der in Italien zu Widerstand gegen die Bilderzerstörung geführt hatte. 735 oder 739/740 waren die Venezianer in der Lage, eine Flotte zu bauen, mit deren Hilfe es gelang, das von Langobarden eroberte Ravenna zurückzuerobern, den Sitz des byzantinischen Exarchen. Dazu müssen die Häfen in der Lagune über entsprechende bauliche Strukturen verfügt haben.
Die Verlegung des Herrschaftssitzes geschah nicht zum ersten Mal. Nachdem die Langobarden 667 Opitergium endgültig zerstört hatten, flohen dessen Bewohner nach Heracleia, das somit zu einer Art Hauptstadt der Lagune wurde. Zudem wurde es unter Magnus von Oderzo Bischofssitz und Ausgangsort zahlreicher Kirchengründungen. Beim Sturz des Dogen Ursus (Orso) wurde die Stadt möglicherweise zerstört, so dass es seinem Sohn Deusdedit umso leichter fiel, seinen Sitz nach Metamaucum zu verlegen, zumal man sich dort sicherer vor den Langobarden fühlen konnte.
Deusdedit wurde um 755 nach 13 Jahren durch Galla gestürzt und geblendet. Dies geschah in einer Zeit, als Ravenna (750/751) endgültig von den Langobarden erobert worden war, und sich der Papst um Hilfe nicht mehr an Byzanz, sondern an Pippin wandte, der 751 zum König der Franken erhoben worden war. Damit war die Lagune von Venedig gleichsam eine weit entfernte, isolierte Insel des Byzantinerreiches geworden.
Auf Galla folgte kaum ein Jahr später Domenico Monegario im Amt, der aus Metamaucum stammte, und der nun seinerseits Galla blenden ließ. Dem neuen Dogen wurden zwei Tribunen zur Seite gestellt, um seine Regierungstätigkeit zu kontrollieren. Möglicherweise stand dabei die Gruppe der Landbesitzer aus dem Norden derjenigen der Bewohner der inneren Lagune gegenüber, die eher von Fischfang, Salz und Handel lebten. Dort aber ballten sich wohl die Schiffbaustätten, ohne die die Rückeroberung Ravennas undenkbar gewesen wäre. Auch Dominicus wurde gestürzt und geblendet.
Gherardo Ortalli nahm 1980 an, dass die pro-byzantinischen Familien sich eher an die alte „Hauptstadt“ Heracleia gebunden fühlten. Die gegnerische Parteiung bestand demnach aus denjenigen Familien, die ihr Zentrum in Metamaucum sahen, und die eine stärkere Autonomie anstrebten.

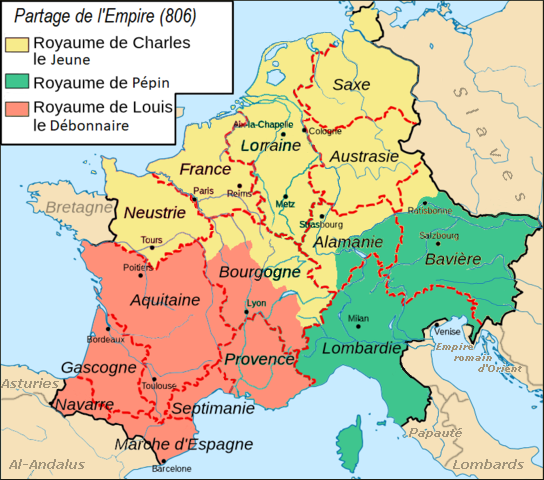
Ausdehnung des Frankenreiches nach dem Erbteilungsplan von 806

Dominicus‘ Nachfolger Mauritius (Maurizio Galbaio), dem wiederum sein Sohn Johannes (Giovanni Galbaio) nachfolgte, versuchte eine (erste) Dynastiegründung. Mauritius stammte aus „Civitas Nova“, also aus Heracleia. Dennoch hielt er am Herrschaftssitz Metamaucum fest. Nach der Istoria Veneticorum wurde er „consul et imperialis dux Venetiarum provinciae“. Während seiner Amtszeit gelang es den Franken unter Karl dem Großen bis 774 das Langobardenreich zu erobern. Noch kurz zuvor hatte Mauritius’ Sohn auf Istrien den Vormarsch der Langobarden bekämpft und war dabei in Gefangenschaft geraten.
Mit der Gründung eines eigenen Bistums für die Lagune mit dem Standort Olivolo (San Pietro di Castello) versuchte der Doge sich vom Patriarchat von Aquileia (das nach der Eroberung des Langobardenreichs fränkisch war) und Grado kirchenrechtlich freier zu machen. Erster Bischof war Obielato. Damit wurde das spätere historische Zentrum des aufkommenden Staatswesens ungemein aufgewertet.
Die Kämpfe zwischen dem Frankenreich und Byzanz, die ab 800 beide den Kaisertitel beanspruchten, brachten entsprechende Fraktionen in den Städten der Lagune hervor. Aus diesen Kämpfen ging im Jahr 804 zunächst Obelerio Antenoreo als pro-fränkischer Sieger hervor, der auch eine fränkische Frau heiratete. Seine Machtbasis war weiterhin Metamaucum.
Das Ende der Dominanz der Stadt Metamaucum nahte, als Obelierius im Jahr 810 gestürzt wurde, wobei er um 829 noch einmal versuchte, mit Hilfe seiner Anhänger in Metamaucum den inzwischen in Rialto residierenden Dogen zu stürzen. Diesen Umzug hatte entweder sein Bruder und Mitdoge Beatus oder der Doge Agnellus (Agnello Particiaco) um 810/811 durchgesetzt.

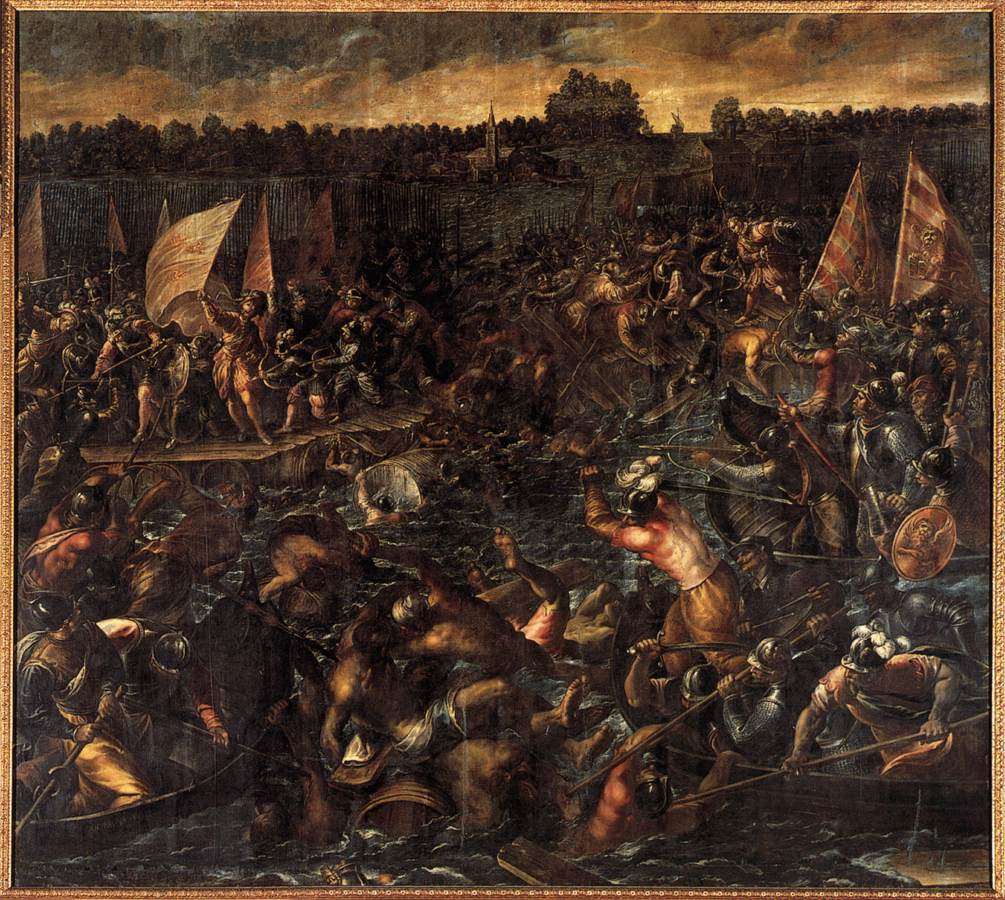
Historienmalerei zum Angriff Pippins auf Venedig (König Pippins Armee versucht Venedig zu erreichen), Öl auf Leinwand, Andrea Vicentino (ca. 1542–1618), entstanden Ende des 16. Jahrhunderts, Sala dello Scrutinio im Dogenpalast

Ursache für den Sturz der drei Dogen, nämlich sowohl des Obelierius als auch desjenigen seiner Brüder Beatus und Valentinus, war wohl, dass es König Pippin von Italien, einem der Söhne Karls des Großen, kurz zuvor gelungen war, von Süden her die Lidi einschließlich Albiola zu erobern, und bis in Sichtweite von Metamaucum vorzurücken. In diesem Kriegszug erwies sich, zumindest aus dem Blickwinkel der venezianischen Historiographie, Rialto als sicherer, da es dem König dieser Überlieferung zufolge nicht gelang, auch diese Insel zu erobern. Diese Auffassung ist allerdings heute umstritten, zumal die Franken seit Jahrzehnten Erfahrungen auch im Seekrieg erlangt hatten.
Nach dem Versuch des Obelerius, die Macht noch einmal zurückzugewinnen (um 829), verlor die Stadt endgültig ihre Bedeutung, zumal ihn sein Gegner nicht nur hinrichten, sondern die belagerte und eroberte Stadt nach dem Zeugnis der Istoria Veneticorum niederbrennen ließ.
Über das wohl seit 540 bestehende Bistum Metamaucum, das dem Patriarchen von Grado unterstand, ist wenig bekannt. Erster namentlich bekannter Bischof von Metamaucum war Felix I. Diesem wurde im Streit zwischen Petrus I., dem Patriarchen von Grado, und dem Dogen von Venedig, Orso I. Particiaco, seitens Papst Johannes’ VIII. im Jahr 877 mit der Exkommunikation gedroht. In zwei weiteren Briefen, diesmal direkt an die Bischöfe von Metamaucum und Equilium, bzw. an Olivolo gerichtet, deren Bistümer ebenfalls im Gebiet des Dogen lagen, wiederholte der Papst diese Drohung. Die sechs Bischöfe, die dem Patriarchen von Grado unterstellt waren, waren 876 nach Rom geladen und trotz Wiederholung war diese Aufforderung ignoriert worden. Die Dominanz des Dogen über die sechs venezianischen Bistümer – der Patriarch musste das Vorschlagsrecht des Dogen akzeptieren – ließ sich jedenfalls nicht brechen. Über die weitere Rolle Felix’ I. ist nichts bekannt.

## Zerstörung durch Ungarn (um 899), Springflut (um 1107)
Die ‚heidnischen und überaus grausamen‘ Ungarn, die um 899 mit Feuer und Raub bereits Oberitalien entvölkert hatten, drangen entlang des Westrands der Lagune bis nach Chioggia alles zerstörend Richtung Süden vor. Dann zogen sie auf den Sandbänken am Ostrand der Lagune ähnlich wie König Pippin nordwärts und plünderten Metamaucum und Pellestrina auf dem Lido, der entvölkert wurde; wie Johannes Diaconus schreibt: „primo Civitatem novam fugiente populo igne concremaverunt, deinde Equilum, Finem, Cloiam, Caputargelem incenderunt litoraque maris depopolaverunt“. Die überlebende Bevölkerung floh vor den Invasoren, die erst im Juni 900 bei Albiola von der venezianischen Flotte unter Führung des „Petrus dux“ aufgehalten und zurückgeschlagen wurden, also unter Pietro Tribuno.
Zwar lebte die Stadt auch danach wieder auf, doch 1106/07 wurde sie durch ein Beben und eine verheerende Springflut endgültig vernichtet. Das dort bestehende Bistum ging unter und wurde erst 2018 als Titularbistum Methamaucum wiedererrichtet. Im September 1108 gestattete es der Doge den Mönchen von San Cipriano, ihr Kloster nach Murano zu verlegen, obwohl ihnen noch zehn Jahre zuvor der Besitz der Kirche eingeräumt worden war. Im Februar 1109 erhielten auch die Nonnen von San Basso e Leone die Erlaubnis, ihr Kloster auf die Insel San Servolo zu verlegen. Ausdrücklich wurde dies mit den Gefahren begründet, die vom Meer ausgingen.
Die Stadt wurde 1110 endgültig aufgegeben.
Das in der Folge neu gegründete Malamocco, das 1107 als Metamaucum Nova erstmals erwähnt wird, entstand weiter westlich, damit auch weiter entfernt von der Adria. Zwar wurde der Bischofssitz nach Chioggia transferiert, doch erhielt Malamocco 1117 ebenfalls einen Bischof. Letzter Bischof von Metamaucum war Enrico Grancarolo, der zugleich als erster Bischof von Chioggia gilt, da er seinen Amtssitz von der zerstörten Stadt an den Südrand der Lagune verlegen musste.